# 구례공공도서관
구례공공도서관은 전라남도교육청 소관 도서관으로 구례군 구례읍 중앙초등길 14에 위치하고 있다

## 연혁
- 1973년 8월 9일 구례공공도서관 개관
- 1993년 9월 6일 구례읍 봉동리 484-2번지에 건물 신축 이전
- 2008년 1월 1일 구례공공도서관 자료실 증축 (70m2)
- 2021년 11월 1일 구례읍 중앙초등길 14로 건물 신축 이전(1,940m2)

## 시설현황
- 1층 어린이 자료실, 카페테리아
- 2층 청소년 자료실, 청소년 배움터
- 3층 다목적실, 동아리실, 테라스, 사무실, 회의실

## 이용 안내
이용 시간
- 자 료 실 화~금요일 09:00 - 18:00 / 토~일요일 09:00 - 17:00
- 청소년배움터 08:00 ~22:00

휴관일
- 월요일
- 일요일이 아닌 관공서의 공휴일 (단, 일요일과 공휴일이 겹칠 때는 휴관)
- 임시휴관일 : 기타 특별한 사유로 관장이 지정한 날